# Ein Sommer in Masuren
Ein Sommer in Masuren ist ein deutscher Fernsehfilm von Karola Meeder aus dem Jahr 2015. Bei dem in der Rubrik „Herzkino“ startenden ZDF-Sonntagsfilm handelt es sich um die sechzehnte Folge der Filmreihe Ein Sommer in …, die an wechselnden Schauplätzen der Welt spielt.

## Handlung
Sabine Waldmann reist mit der Bahn aus Frankfurt ins masurische Mikołajki, wo sie von ihrem kürzlich verstorbenen Vater Anrecht auf ein Grundstück geerbt hat. Sie möchte es schnellstmöglich verkaufen, weil sie das Geld benötigt. Das Grundstück – ein geringwertiges Stück Sumpfland am See – gehört zum Hof von Marek, der es für seine Ausbaupläne zur Erlebnis-Landwirtschaft braucht; er hat es ihrem Vater nicht verkauft, sondern als Sicherheit für ein bereits aufgebrauchtes Darlehen übereignet.
Die Kommunikation wird dadurch erschwert, dass Sabine als Asperger-Autistin wenig Empathie zeigt, Dinge falsch versteht und generell überall aneckt. Anfangs zeigen nur Nachbar Jakub und Mareks Schwester Dorota, die Sabines Vater gepflegt hat, Verständnis für sie.
Sabine muss von ihrem Vorhaben abrücken, als sie sich gegen ihren Willen in Marek verliebt.

## Hintergrund
Ein Sommer in Masuren wurde vom 19. Mai 2015 bis zum 19. Juni 2015 an Schauplätzen in Polen, dort in Mikołajki und Mrągowo, gedreht.

## Kritik
Die Kritiker der Fernsehzeitschrift TV Spielfilm zeigten mit dem Daumen zwar zur Seite, sprachen von einer „TV-Komödie mit leichter Variation eines bewährten ZDF-Grundrezepts“, kritisierten aber hart, dass „jemand dem ZDF mal stecken [könne], dass ein drolliger Gag nicht über anderthalb Stunden trägt“. „Wären Personal und Botschaft nicht so herzig, wir würden zur Flucht raten“ lautet die Botschaft, kritisch zusammengefasst: „Man muss schon sehr viel Spaß verstehen…“.